# Бобслей на зимових Олімпійських іграх 1994
Змагання з бобслею на зимових Олімпійських іграх 1994 тривали з 19 до 27 лютого на бобслейно-санній трасі в Ліллегаммері (Норвегія). Розіграно 2 комплекти нагород.

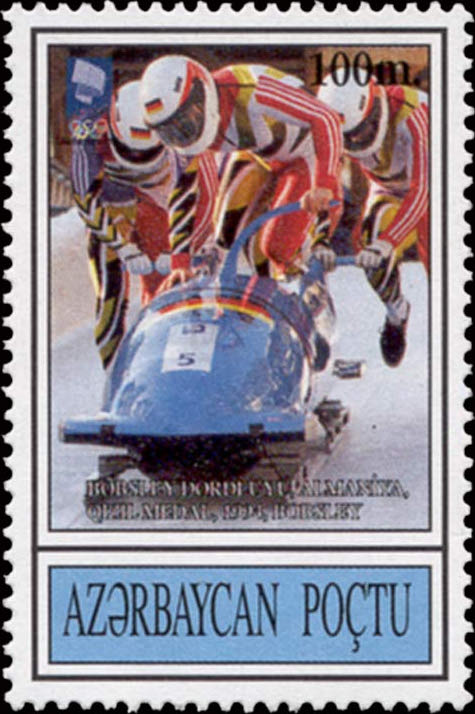
Поштова марка Азербайджану

## Чемпіони та призери

### Таблиця медалей
| Місце              | Країна             | Золото | Срібло | Бронза | Загалом |
| ------------------ | ------------------ | ------ | ------ | ------ | ------- |
| 1                  | Швейцарія          | 1      | 2      | 0      | 3       |
| 2                  | Німеччина          | 1      | 0      | 1      | 2       |
| 3                  | Італія             | 0      | 0      | 1      | 1       |
| Загалом (3 збірні) | Загалом (3 збірні) | 2      | 2      | 2      | 6       |

### Дисципліни
| Дисципліна          | Золото                                                                      | Золото  | Срібло                                                               | Срібло  | Бронза                                                                   | Бронза  |
| ------------------- | --------------------------------------------------------------------------- | ------- | -------------------------------------------------------------------- | ------- | ------------------------------------------------------------------------ | ------- |
| Двійки (чоловіки)   | Швейцарія (SUI) Ґустав Ведер Донат Аклін                                    | 3:30.81 | Швейцарія (SUI) Рето Ґечі Гвідо Аклін                                | 3:30.86 | Італія (ITA) Ґюнтер Губер Stefano Ticci                                  | 3:31.01 |
| Четвірки (чоловіки) | Німеччина (GER) Гаральд Чудай Карстен Браннаш Олаф Гампель Александер Шеліґ | 3:27.78 | Швейцарія (SUI) Ґустав Ведер Донат Аклін Курт Маєр Доменіко Семераро | 3:27.84 | Німеччина (GER) Вольфґанґ Гоппе Ульф Гільшер Рене Ганнеман Карстен Ембах | 3:28.01 |

## Країни-учасниці
У змаганнях з бобслею на Олімпійських іграх у Ліллегаммері взяли участь спортсмени 30-ти країн.
- Американське Самоа
- Вірменія
- Австралія
- Австрія
- Боснія і Герцеговина
- Болгарія
- Канада
- Китайський Тайбей
- Чехія
- Франція
- Німеччина
- Велика Британія
- Греція
- Угорщина
- Італія
- Ямайка
- Японія
- Латвія
- Монако
- Нідерланди
- Пуерто-Рико
- Румунія
- Росія
- Сан-Марино
- Швеція
- Швейцарія
- Тринідад і Тобаго
- Україна
- США
- Віргінські Острови